# АЭС Нидерайхбах
Атомная электростанция Нидерайхбах (нем. Kernkraftwerk Niederaichbach) — закрытая и разобранная атомная электростанция в Германии с ядерным реактором канального типа брутто-мощностью 106 МВт и нетто-мощностью 100 МВт, что эксплуатировалась с 1973 до 1974 гг. Планировалась как экспериментальная электростанция. В качестве топлива использовался необогащённый природный уран, в качестве теплоносителя углекислый газ, замедлителем выступала тяжелая вода. В зоне станции находится АЭС Изар.
Строительство атомной электростанции началось в 1966 году. Хотя год спустя было предсказано, что концепция реактора с тяжелой водой будет иметь существенные недостатки по сравнению с легководным реактором, реактор, тем не менее, был завершён. Стоимость строительства составила 230 миллионов марок. Спустя полтора года после ввода в эксплуатацию реактор пришлось отключить в 1974 году из-за технических проблем с парогенераторами.
12 июня 1986 года Баварское земельное министерство окружающей среды и здоровья выдало разрешение на снос промышленного комплекса АЭС — первый в мире административный акт такого рода. С 1987 до 1995 состоялся демонтаж и ликвидация АЭС — первый полный демонтаж АЭС в Европе до полного очищения территории. Проект стоил 280 000 000 немецких марок (примерно 143 миллионов евро).

## Данные энергоблока
АЭС имела один энергоблок:
| Энергоблок        | Тип реактора                      | Нетто- мощность | Брутто- мощность | Начало строительства | Синхронизация с электросетью | Коммерческая эксплуатация | Закрытие   |
| ----------------- | --------------------------------- | --------------- | ---------------- | -------------------- | ---------------------------- | ------------------------- | ---------- |
| Нидерайхбах (KKN) | Канальный ядерный реактор (HWGCR) | 100 MВт         | 106 MВт          | 01.06.1966           | 01.01.1973                   | 01.01.1973                | 31.07.1974 |